# مدونة الأسرة المغربية
مدوَّنة الأُسرة المغربية أو المدوّنة مدونة تنظم علاقة الفرد بأسرته أو ما يسمى بالأحوال الشخصية (statut personnel)، وأهم مواضيع هذه الأخيرة :"الزواج، انحلال ميثاق الزوجية وآثاره، الولادة ونتائجها، الأهلية والنيابة الشرعية، الوصية، الميراث"، وتتميز هذه القواعد بأنها تعرف تطبيقا شخصيا يلحق بالمواطن المغربي أينما حل وارتحل داخل وخارج وطنه. ومن تم يستثنى المغاربة اليهود الذين يحظون بقانون أسرة خاص بهم مقتبس في أصوله العامة من الديانة الموسوية ومن بعض الأعراف المحلية (أنظر المادة 2 من القانون رقم 70.03 بمثابة مدونة الأسرة).
وعليه، تشمل مدونة الأسرة المسائل المتعلقة بالحالة والأهلية الولاية على المال، وكذلك كل ما يتصل بالأسرة من قواعد، كتلك التي تتصل بالنسب وما ينشأ عنه من حقوق وواجبات تبادلية بين الآباء والأبناء، و كذلك رابطة الرجل بالمرأة عن طريق الزواج من حيث نشأته وآثاره وانحلاله. ويضاف إلى مسائل الأحوال الشخصية الخلافة ما بعد الموت عن طريق الميراث والوصية. وعلى هذا الأساس قالت محكمة النقض المصرية :"إن المقصود بالأحوال الشخصية هو مجموعة ما يتميز به الإنسان عن غيره من الصفات الطبيعية أو العائلية التي رتب القانون عليها أثرا قانونيا في حياته الإجتماعية. أما الأمور المتعلقة بالمسائل المالية فكلها بحسب الأصل من الأحوال العينية".
جاءت مدونة الأسرة أساسًا لرفع الحيف وإنصاف المرأة وضمان حقوق الطفل وصيانة كرامة الرجل، وبالتالي حماية الأسرة وقد تمت المصادقة على مدونة الأسرة في فبراير 2006 ومن نتائج هذه الأخيرة رفع سن الزواج بالنسبة للرجل والمرأة إلى السن 18 بينما كان سن الزواج عند المرأة سابقًا هو 15، مع السماح بزواج القاصر في حدود ضيقة عبر شروط ومسطرة خاصة،  كما تم إلغاء بند عدم زواج المرأة إلا بموافقة والدها أو إحضار 12 شاهداً في حالة وفاته لإعطاءها الحق في الزواج.
وفي سنة 2023، كلف الملك محمد السادس رئيس الحكومة، بالإشراف العملي بإعادة النظر في مدونة الأسرة، بشكل جماعي ومشترك لكل من وزارة العدل والمجلس الأعلى للسلطة القضائية ورئاسة النيابة العامة، بصياغة تقرير مفصل في أجل ستة أشهر.

## خلفية المدونة

### أصول المدونة
كتب مالك بن أنس مؤسس المذهب المالكي للإسلام السني، كتاب الموطأ، وهو عبارة عن مجموعة من الأحاديث أو أقوال محمد وعائلته وأصحابه من القرن الثامن. وقد جمع مالك هذه الأقوال ونشرها مع التعليق عليها. وشكل هذا الأساس لواحدة من المذاهب السنية الرئيسية الأربعة في الفقه الإسلامي التي لا تزال موجودة حتى اليوم. كان المذهب المالكي هو المصدر المهيمن للفقه الإسلامي في المغرب منذ القرن العاشر.

### الحكومة المغربية
يوصف المغرب بأنه "دولة استبدادية ليبرالية". يمنح دستورها أغلبية السلطات التنفيذية للملك بما في ذلك سلطة تعيين الوزراء الرئيسيين وحكام الأقاليم، وسلطة تحديد أولويات الأجندة الوطنية. وهذا يحد بشكل فعال من سلطة الأحزاب السياسية وأعضاء البرلمان المنتخبين. يزعم كثيرون أن الوظيفة الرئيسية للنظام الانتخابي تتلخص في العمل كوسيلة يستخدمها النظام الملكي لإنشاء طبقة تابعة من النخب السياسية والتلاعب بها. من الناحية العملية وعلى الرغم من الانتخابات التعددية فإن النظام الملكي وليس البرلمان، هو موقع صنع القرار السياسي الاستراتيجي في المغرب.
والملك ليس زعيما سياسيا فحسب بل يحمل أيضا لقب "أمير المؤمنين"، مما يدل على دوره كزعيم ديني أيضا. وبالتالي فإن العائلة المالكة في المغرب التي تدعي النسب من محمد تتمتع بإحساس بالشرعية السياسية المتجذرة في الإسلام ولديها أيضًا القدرة على إملاء الشكل الذي يتخذه الإسلام داخل المجتمع المغربي. ونتيجة لذلك فإن هذا الشكل التقليدي للسلطة الدينية يمنح الملك الشرعية السياسية للتحكيم في جدول أعمال وقرارات حكومة حديثة متعددة الأحزاب.
وبشكل عام تعتبر الملكية والإسلام والسلامة الإقليمية للأمة المغربية "المؤسسات المقدسة" الثلاث التي لا يجوز انتهاك حرمتها. إن تحدي هذه المؤسسات الثلاث سواء من خلال التشكيك في سلطة الملك أو في شرعية الشريعة الإسلامية كأساس للقواعد القانونية، يعتبر جرائم يعاقب عليها القانون من الناحية الفنية. وقد أثرت هذه الظروف بشكل كبير على عملية إصلاح قانون الأسرة المغربي.

## المدونة في المغرب الحديث
تاريخيًا مثّل إنشاء المدونة في القانون المغربي خطوة كبيرة في توحيد المغرب سياسيًا وقانونيًا بعد استقلاله عن الفرنسيين. وقد تمت كتابة نسخته الأولى في 1957-1958 من قبل مجموعة من عشرة من علماء الدين الذكور (العلماء) الذين يعملون تحت رعاية النظام الملكي؛ واعتمد جوهره بشكل كبير على القانون المالكي الكلاسيكي. وبما أن الفرنسيين حكموا المغرب بسياسة التعددية القانونية (على سبيل المثال الحفاظ على وجود القانون العرفي الأمازيغي داخل المجتمعات البربرية)، فقد كان المقصود من المدونة الجديدة الإشارة إلى وحدة الأمة والهوية الإسلامية والحداثة. لقد فعلت ذلك جزئيًا من خلال تقنين نظام الهياكل الاجتماعية الأبوية القائمة على أساس القرابة داخل الدولة المستقلة حديثًا. بالإضافة إلى ذلك فإن المدونة هي القسم الوحيد من القانون المغربي الذي يعتمد بشكل أساسي على المصادر الإسلامية بدلا من القوانين المدنية الإسبانية أو الفرنسية، مما أعطاه إحساسا أكبر بالثبات وساهم في صعوبة إصلاحه لاحقا. ولقانون الأسرة أو الأحوال الشخصية في الدولة آثار واسعة النطاق على حياة المواطنين اليومية، ولكن العديد من المدافعين عن المساواة بين الجنسين يشيرون إلى أهميته الخاصة بالنسبة للنساء، لأنه يحكم السن الذي يمكن أن يتزوجن فيه، وقضايا الطلاق وحضانة الأطفال. وحقهم في العمل والسفر خارج المنزل. وحتى مع قيام العديد من الدول ذات الأغلبية المسلمة بتوسيع الحقوق المدنية والسياسية العامة للنساء، فإن قوانين الأسرة المنفصلة المتأصلة في الشريعة ظلت في كثير من الأحيان دون تغيير. فبالنسبة للعديد من المسلمين تظل قوانين الأسرة هذه رمزًا لا يمكن المساس به للهوية الإسلامية.

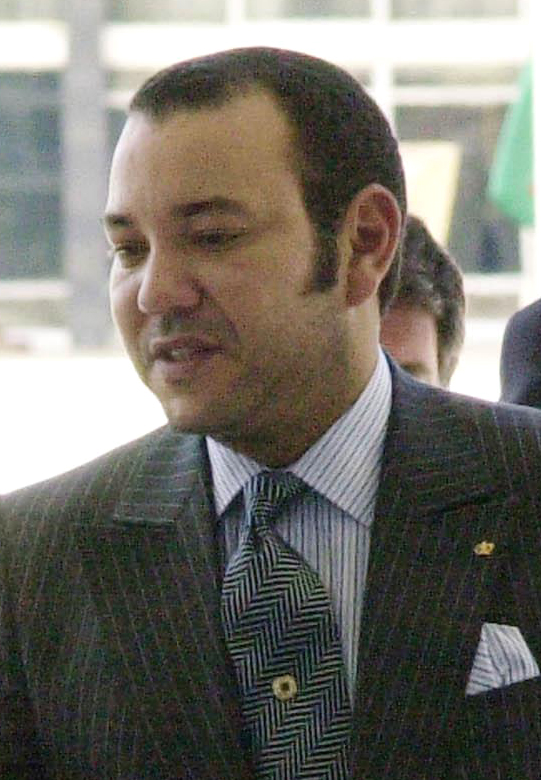
محمد السادس ملك المغرب 2004

## مستجدات مدونة الأسرة لسنة 2004
من الإصلاحات التي جاءت بها هذه الأخيرة كما يظهر من ديباجتها :
- تبني صياغة حديثة بدل المفاهيم التي تمس بكرامة وإنسانية المرأة وجعل مسؤولية الأسرة تحت رعاية الزوجين.
- جعل الولاية حقا للمرأة الرشيدة، تمارسه حسب اختيارها ومصلحتها.
- : مساواة المرأة بالرجل بالنسبة لسن الزواج، بتوحيده في ثمان عشرة سنة، عملا ببعض أحكام المذهب المالكي، مع تخويل القاضي إمكانية تخفيضه في الحالات المبررة، وكذلك مساواة البنت والولد المحضونين في بلوغ سن الخامسة عشرة لاختيار الحاضن.
- تقييد التعدد بضوابط من شأنها تحقيق العدل، ثم التشبع بحكمة الإسلام المتميزة بالترخيص بزواج الرجل بامرأة ثانية، بصفة شرعية لضرورات قاهرة وضوابط صارمة، وبإذن من القاضي، بدل اللجوء للتعدد الفعلي غير الشرعي، في حالة منع التعدد بصفة قطعية.
- تبسيط زواج الرعايا المقيمين بالخارج عبر تبسيط مسطرته من خلال الإكتفاء بتسجيل العقد، بحضور شاهدين مسلمين، بشكل مقبول لدى موطن الإقامة، وتوثيق الزواج بالمصالح القنصلية أو القضائية المغربية.
- : جعل الطلاق حلا لميثاق الزوجية يمارس من قبل الزوج والزوجة، كل حسب شروطه الشرعية، وبمراقبة القضاء، وذلك بتقييد الممارسة التعسفية للرجل في الطلاق، بضوابط محددة، وبتعزيز آليات التوفيق والوساطة، بتدخل الأسرة والقاضي.
- توسيع حق المرأة في طلب التطليق، لإخلال الزوج بشرط من شروط عقد الزواج، أو للإضرار بالزوجة مثل عدم الإنفاق أو الهجر أو العنف، وغيرها من مظاهر الضرر، . كما تم إقرار حق الطلاق الاتفاقي تحت مراقبة القاضي.
- الحفاظ على حقوق الطفل، بإدراج مقتضيات الاتفاقيات الدولية، التي صادق عليها المغرب في صلب المدونة. وهذا مع اعتبار مصلحة الطفل في الحضانة من خلال تخويلها للأم ثم للأب ثم لأم الأم. فإن تعذر ذلك، فان للقاضي أن يقرر إسناد الحضانة لأحد الأقارب الأكثر أهلية. كما تم جعل توفير سكن لائق للمحضون واجبا مستقلا عن بقية عناصر النفقة، مع الإسراع بالبت في القضايا المتعلقة بالنفقة، في أجل أقصاه شهر واحد.
- حماية حق الطفل في النسب، في حالة عدم توثيق عقد الزوجية، لأسباب قاهرة، باعتماد المحكمة البينات المقدمة في شأن إثبات البنوة، مع فتح مدة زمنية في خمس سنوات لحل القضايا العالقة في هذا المجال، رفعا للمعاناة والحرمان عن الأطفال في مثل هذه الحالة.
- تخويل الحفيدة والحفيد من جهة الأم، على غرار أبناء الابن، حقهم في حصتهم من تركة جدهم، عملا بالاجتهاد والعدل في الوصية الواجبة.

أما في ما يخص مسألة تدبير الأموال المكتسبة، من لدن الزوجين خلال فترة الزواج: فمع الاحتفاظ بقاعدة استقلال الذمة المالية لكل منهما، تم إقرار مبدأ جواز الاتفاق بين الزوجين، في وثيقة مستقلة عن عقد الزواج، على وضع إطار لتدبير أموالهما المكتسبة، خلال فترة الزواج، وفي حالة عدم الاتفاق يتم اللجوء إلى القواعد العامة للإثبات بتقدير القاضي لمساهمة كلا الزوجين في تنمية أموال الأسرة.
| - تحديد سن الزواج لكل من الزوجين في 18 سنة. مع السماح بزواج القاصرين بشروط ومسطرة خاصة منصوص عليها في المواد من 20 إلى 22 من المدونة. - وضع الأسرة تحت رعاية ومسؤولية الزوجين. - جعل الولاية حق للمرأة الرشيدة تمارسه حسب اختيارها. - وضع الطلاق تحت مراقبة القضاء. - استفادة الزوجة المطلقة من الأموال المكتسبة أثناء قيام الزوجية، إذا تم إبرام عقد تدبير الأموال المكتسبة بين الزوجين وفق المادة 49 من المدونة. | - جعل النيابة العامة طرفا أصليا في جميع القضايا الرامية إلى تطبيق المدونة. - إحداث أقسام لقضاء الأسرة بالمحاكم. - الإعتراف بالزواج المدني المبرم من طرف أفراد الجالية المغربية لدى السلطات المحلية في بلدان الإقامة. - الأخذ بعين الاعتبار الوضع الاجتماعي للطفل عند افتراق الأبوين سواء من حيث السكن أو مستوى العيش الذي كان عليه قبل الطلاق. - نسب الحمل إذا تمت الخطوبة وحصل الإيجاب والقبول وحالت ظروف قاهرة حالت دون توثيق عقد الزواج، وذلك إذا توفرت الشروط الواردة في المادة 156 من مدونة الأسرة. |  |

## المحاور الكبرى لمدونة الأسرة لسنة 2004
باب تمهيدي : أحكام عامة
الكتاب الأول : الزواج
الكتاب الثاني : انحلال ميثاق الزوجية وآثاره
الكتاب الثالث : الولادة ونتائجها
الكتاب الرابع : الأهلية والنيابة الشرعية
الكتاب الخامس : الوصية
الكتاب السادس : الميراث
الكتاب السابع : أحكام انتقالية وختامية

## الطلاق

احصائيات عن ارتفاع حالات التطليق بسبب الشقاق (من 2005 إلى 2017)

انتقلت حالات الطلاق حسب الإحصائيات الصادرة عن وزارة العدل من 7213 حكما سنة 2004 إلى 40850 حكما خلال سنة 2013، وبلغت 46801 حكم إلى حدود سنة 2016.
في حين شهدت أحكام التطليق بسبب الشقاق ارتفاعا مستمرا بتوالي السنوات؛ فقد سجلت 48376 حالة في سنة 2012، و43438 حكم سنة 2014، و46377 سنة 2015. كشفت وزارة العدل عن تسجيلها سنة 2017 ل100247 حالة حكم بالتطليق و لم يكن عدد حالات التطليق يتجاوز سنة 2005، سقف العشرة آلاف حالة تطليق للشقاق.
خلال السنوات الأولى لتطبيق مدونة الأسرة المغربية تدنّت معدلات إنهاء العلاقة الزوجية بشكل لافت عن السنوات الماضية التي كانت تسجل نحو 50 ألف حالة طلاق سنوياً لتستقر على نحو 30 ألف حالة طلاق سنة 2007. خلال هذه الفترة العديد من وسائل الإعلام تناقلت تقارير صحفية متضاربة حول «ارتفاع» نسبة الطلاق وذلك قبل ظهور إحصائيات دقيقة، هذه الأنباء تبين فيما بعد أنها كانت خاطئة.
وبشكل عام أفرزت حصيلة 6 سنوات من تطبيق مدونة الأسرة تراجع نسبة الطلاق، ارتفاع نسبة الزواج (من 263 ألف إلى 314 ألف)، وتسجيل 986 حالة تعدد زوجات، فيما يسجل ارتفاع في نسبة زواج القاصرين والقاصرات والتي فشلت المدونة في الحد منها حيث تم تسجيل 33 ألف حالة عام 2009 مقابل 30 ألف عام 2008.

## وصلات خارجية
- مقتضيات مدونة الأسرة الجديدة ُ
- مدونة الاسرة المغربية … النموذج المغربي في مجال إصلاح مدونة الاسرة يستحق التعميم على كافة البلدان العربية علىٰ الأندلس للأخبار
- مدونة الأسرة في المغرب: بين طموحات القانون وتحديات التطبيق علىٰ Deutsche Welle